# Artabotrys vanprukii
Artabotrys vanprukii är en kirimojaväxtart som beskrevs av William Grant Craib. Artabotrys vanprukii ingår i släktet Artabotrys och familjen kirimojaväxter. Inga underarter finns listade i Catalogue of Life.